# Libythea geoffroyi
Libythea geoffroyi är en fjärilsart som beskrevs av Wallace 1869. Libythea geoffroyi ingår i släktet Libythea och familjen praktfjärilar. Inga underarter finns listade i Catalogue of Life.